# Arthur Stoll
Arthur Stoll (8 de gener 1887 a Schinznach-Dorf - 13 de gener de 1971 a Dornach) va ser un bioquímic suís.
Estudià química al ETH Zurich, on estudià amb Richard Willstätter i on es doctorà (PhD) el 1911. El 1912, va esdevenir investigador al Kaiser Wilhelm Institute de Berlín com a ajudant Richard Willstätter, on van fer estudis sobre la importància de la clorofil·la en el procés d'assimilació del carboni.
L'any 1917, va ser nomenat professor de química a la Universitat Ludwig Maximilian de Múnic. El mateix any va ser contractat com cap del departament de farmàcia de la empresa Sandoz en la seva fàbrica de Basilea (actualment aquesta empresa es diu Novartis). Va ser el president de la Sandoz des de 1949 a 1956, i director des de 1964.
Junt amb els seus empleats, van aconseguir el primer aïllament de l'alcaloide ergotamina i ergobasina i de glucòsids cardíacs usats per tractar malalties cardíaques i la migranya. També va desenvolupar un procés continu per produir sals càlciques solubles.
Stoll també va col·leccionar obres d'art modern, incloent obres de Ferdinand Hodler.

## Premis
- Membre de l'Acadèmia alemanya Leopoldina
- Membre forà de la Reial Acadèmia Sueca de Ciències
- Membre forà de la Royal Society[1]
- 1959 Medalla Paul Karrer[7]
- Doctor honoris causa per la Universitat de Barcelona